# Primorski ječam
Primorski ječam (lat. Hordeum marinum) je vrsta trave iz roda Hordeum.